# Kalle Anka i sjönöd
Kalle Anka i sjönöd (engelska: No Sail) är en amerikansk animerad kortfilm med Kalle Anka och Långben från 1945.

## Handling
Kalle Anka och Långben är ute på sjön och seglar. Båten de färdas i är en hyrbåt med myntinkast och snart har alla pengar tagit slut och de är fast mitt ute på öppet hav.

## Om filmen
Filmen hade svensk premiär den 10 december 1945 på Sture-Teatern i Stockholm och ingick i kortfilmsprogrammet Kalle Anka i högform tillsammans med sex kortfilmer till; Jan Långben på tigerjakt, Pluto har hundvakten, Kalle Anka packar paket, Lektion på skidor (ej Disney), Jan Långben spelar ishockey och Jan Långben bland indianer.
Filmen har givits ut på VHS och på DVD flera gånger och finns dubbad till svenska.

## Rollista
- Clarence Nash – Kalle Anka
- Pinto Colvig – Långben[11]